# Норт-Айс
Норт-Айс (англ. North Ice) — полярная исследовательская станция, основанная на Гренландском ледяном щите и использовавшаяся с 1952 по 1954 год Британской северогренландской экспедицией, возглавляемой капитаном Джеймсом Симпсоном. Координаты станции: 78°04′ с. ш. 38°29′ з. д.. Высота: 2345 м над уровнем моря. Станции было присвоено кодовое название North Ice (с англ. — «Северный лёд») в противоположность названию другой британской полярной станции — South Ice (с англ. — «Южный лёд»), располагавшейся в Антарктиде.
9 января 1954 года на станции была зафиксирована самая низкая температура в Северо-западном полушарии — 66,1 °C.